# Julia Solomonoff
Ileana Julia Solomonoff (Rosario, 4 de marzo de 1968) es una directora de cine, guionista, actriz y productora argentina.

## Vida personal
Hasta los 19 años vivió en su ciudad natal y estudió en el Instituto Politécnico Superior, de cuyo centro de estudiantes fue secretaria general. Su obra se encuentra influenciada por sus experiencias de adolescente en aquella época de recuperación de la democracia. En un reportaje que otorgó poco antes del nacimiento de su primer hijo, recordó también la influencia de una madre feminista, presa política en 1962, que llevó una vida muy independiente y se convirtió en una profesional pese a las dificultades que ello implicaba para las mujeres en su época.
Después del secundario se radicó en Buenos Aires donde estudió en la actual Enerc y luego pasó seis años en Nueva York.

## Actividad profesional
Volvió a Buenos Aires en noviembre de 2001 con el guion del filme Hermanas que había desarrollado en el taller de guion de Sundance Group y en el Berlinale Talent Campus. Este filme se estrenó en el Festival Internacional de Cine de Toronto de 2005 donde obtuvo excelentes críticas y se exhibió en el Buenos Aires Festival Internacional de Cine Independiente del mismo año. La crónica del diario La Nación a cargo de Hugo Caligaris dijo que "Es preciso advertir a aquel sector del público que se ha aburrido de la recurrencia temática sobre la dictadura y los desaparecidos que Hermanas no solo contiene una mirada lúcida sobre aquel tiempo sino que es, además muy entretenida".
El siguiente largometraje que dirigió fue El último verano de la Boyita, coproducido por la compañía El Deseo, de Pedro Almodóvar, y obtuvo una veintena de premios internacionales. 
Se graduó con honores de la Maestría en Cine de la Universidad de Columbia de Nueva York, donde es Profesora de Dirección Cinematográfica desde 2009.
Por su proyecto del filme Nadie nos mira, fue galardonada con el premio de desarrollo Heineken Voces del Festival de Cine de Tribeca de 2013. La película, que se estrenó en 2016, contiene una mirada particular sobre la inmigración latinoamericana en Nueva York.

Entre sus trabajos para televisión figuran The Suitor (2001), una película para Public Broadcasting Service, y Paraná, biografía de un río (2012), una serie de 13 documentales para el Canal Encuentro.
Además de ser asistente de varios destacados directores, ha sido productora de Cocalero , de Alejandro Landes, Historias que solo existen al ser recordadas, de Julia Murat, Todos tenemos un plan, de Ana Piterbarg, Memorias cruzadas, de Lúcia Murat, y La tercera orilla, de Celina Murga. También fue jurado en numerosos festivales y asesora de guion de Proimágenes Colombia y de la Trinidad and Tobago Film Company.

## Filmografía

### Largometrajes
Directora
- Nadie nos mira (2016)
- El último verano de la Boyita (2009)
- Hermanas (2005)

Guionista
- El último verano de la Boyita (2009)
- Hermanas (2005)

Asistente de dirección
- Diarios de motocicleta (2004)
- Silvia Prieto (1999)
- Canción desesperada (1997)
- 1000 boomerangs (1995)
- La peste (1992)

Productora
- Memorias cruzadas (2013)
- Historias que sólo existen cuando son contadas (2012)
- El último verano de la Boyita (2009)
- Cocalero (2007)

Directora de fotografía
- El último verano de la Boyita (2009)

Productora asociada
- La tercera orilla (2014)
- Todos tenemos un plan (2012)

Actriz
- Historias mínimas (2002) .... Julia

Casting
- Herencia (2002)

### Cortometrajes
Directora y guionista
- Ahora (2005)
- Scratch (2005)
- Siesta (1998)
- Un día con Ángela (1993)
- Octavo 51 (1992)

## Televisión
Actriz
- Días de cine .... Ella misma (1 episodio, 2010)
- Miradas 2 .... Ella misma (1 episodio, 2010)
- Versión española" .... Ella misma (1 episodio, 2009)

Guionista
- Mujeres en rojo: Ahora (2003)

Directora
- Mujeres en rojo: Ahora (2003)
- The Suitor (2001)